# Línea 624 (La Matanza)
La línea 624 es una línea de colectivos del Partido de La Matanza, siendo prestado el servicio por La Cabaña S.A. El servicio cuenta con SUBE.

## Recorridos
- Cementerio de Villegas - Est. Ramos Mejia por Leon Gallo
- Cementerio de Villegas - Barrio Central por Mocoretá
- Atalaya - Barrio B.I.D. por Hospital del Niño
- San Justo – Barrio Los Pinos